# 拉瑟姆 (伊利諾伊州)
拉瑟姆（英語：Latham）是位於美國伊利諾伊州洛根縣的一個村落。

## 地理
拉瑟姆的座標為39°58′09″N 89°09′43″W / 39.96917°N 89.16194°W，而該地最高點為海拔高度188米（即617英尺）。

## 人口
根據2010年美國人口普查的數據，拉瑟姆的面積為0.72平方千米，當中陸地面積為0.72平方千米，而水域面積為0.00平方千米。當地共有人口380人，而人口密度為每平方千米527人。